# Pierra Menta (corsa)
La Pierra Menta è una gara internazionale a tappe di sci alpinismo che si disputa dal 1986 nella zona dell'omonima montagna Pierra Menta.

## Descrizione
La gara si svolge in quattro tappe con squadre di due atleti. La classifica si basa sulla somma dei tempi di tappa. Il dislivello positivo complessivo è di circa 10.000 metri. La corsa fa parte del circuito di gare La Grande Course.

## Albo d'oro
| Anno | Uomini                                  | Donne                                   |
| ---- | --------------------------------------- | --------------------------------------- |
| 1986 | Pascal Fagnola Jean Marc Joguet         |                                         |
| 1987 | Didier Clavier Etienne Arthurion        |                                         |
| 1988 | Jan Filipsky Milan Filipsky             | Claudine Trécourt Sylvie Trécourt       |
| 1989 | Adriano Greco Fabio Meraldi             | Sylvie Trécourt Claudine Trécourt       |
| 1990 | Adriano Greco Fabio Meraldi             | Sylvie Trécourt Claudine Trécourt       |
| 1991 | Adriano Greco Fabio Meraldi             | Sylvie Trécourt Claudine Trécourt       |
| 1992 | Francis Bibollet Thierry Bochet         | Bruna Fanetti Carlo Clerici             |
| 1993 | Adriano Greco Fabio Meraldi             |                                         |
| 1994 | Adriano Greco Fabio Meraldi             | Sylvie Trécourt Claudine Trécourt       |
| 1995 | Fabio Meraldi Thierry Bochet            | Tatiana Moskova Jana Heczkova           |
| 1996 | Fabio Meraldi Enrico Pedrini            |                                         |
| 1997 | Fabio Meraldi Enrico Pedrini            | Claudine Trécourt Alexia Zuberer        |
| 1998 | Pierre Blanc Sébastien Figliolini       | Claudine Trécourt Alexia Zuberer        |
| 1999 | Fabio Meraldi Enrico Pedrini            | Claudine Trécourt Danièle Hacquard      |
| 2000 | Fabio Meraldi Enrico Pedrini            | Alexia Zuberer Gloriana Pellissier      |
| 2001 | Stéphane Brosse Pierre Gignoux          | Alexia Zuberer Gloriana Pellissier      |
| 2002 | Ivan Murada Graziano Boscacci           | Valérie Ducognon Delphine Oggeri        |
| 2003 | Patrick Blanc Tony Sbalbi               | Valérie Ducognon Delphine Oggeri        |
| 2004 | Manfred Reichegger Dennis Brunod        | Cristina Favre Catherine Mabillard      |
| 2005 | Stéphane Brosse Patrick Blanc           | Cristina Favre Isabella Crettenand      |
| 2006 | Stéphane Brosse Patrick Blanc           | Francesca Martinelli Roberta Pedranzini |
| 2007 | Florent Perrier Grégory Gachet          | Francesca Martinelli Roberta Pedranzini |
| 2008 | Florent Troillet Kílian Jornet Burgada  | Laëtitia Roux Nathalie Etzensperger     |
| 2009 | Matteo Eydallin Denis Trento            | Francesca Martinelli Roberta Pedranzini |
| 2010 | Florent Troillet Kílian Jornet Burgada  | Francesca Martinelli Roberta Pedranzini |
| 2011 | Didier Blanc Kílian Jornet Burgada      | Laëtitia Roux Mireia Miró Varela        |
| 2012 | Lorenzo Holzknecht Manfred Reichegger   | Roberta Pedranzini Francesca Martinelli |
| 2013 | Mathéo Jacquemoud William Bon Mardion   | Laetitia Roux Mireia Miró Varela        |
| 2014 | Matteo Eydallin Damiano Lenzi           | Laëtitia Roux Mathys Maude              |
| 2015 | Matteo Eydallin Damiano Lenzi           | Laetitia Roux Mireia Miró Varela        |
| 2016 | Mathéo Jacquemoud Kílian Jornet Burgada | Axelle Mollaret Laetitia Roux           |
| 2017 | Matteo Eydallin Damiano Lenzi           | Laetitia Roux Emelie Forsberg           |
| 2018 | Michele Boscacci Robert Antonioli       | Axelle Mollaret Katia Tomatis           |
| 2019 | Didier Blanc Valentin Favre             | Séverine Pont-Combe Laëtitia Roux       |